# 平館駅
平館駅（たいらだてえき）は、岩手県八幡平市平舘にある、東日本旅客鉄道（JR東日本）花輪線の駅である。
所在地の住所は「平舘」であるが、駅名は常用漢字の「平館」である。

## 歴史
- 1922年（大正11年）8月27日：花輪線好摩 - 平館間開業と同時に、鉄道省の駅として岩手郡平舘村に開業[1]。
- 1971年（昭和46年）12月1日：貨物の取り扱いを廃止[1]。
- 1984年（昭和59年）5月1日：荷物の扱いを廃止[2]。交換設備を撤去し、無人化[3]（簡易委託化）。
- 1987年（昭和62年）4月1日：国鉄分割民営化により、JR東日本の駅となる[1]。
- 2002年（平成14年）12月1日：簡易委託を廃止し、無人化。
- 2004年（平成16年）2月：簡素駅舎に改築。
- 2018年（平成30年）6月1日：大更駅の業務委託化に伴い、盛岡駅に管理駅が変更となる。
- 2024年（令和6年）10月1日：えきねっとQチケのサービスを開始[4][5]。

## 駅構造
元々は相対式ホーム2面2線を有する列車交換可能駅だったが、日本国有鉄道（国鉄）時代に撤去され、単式ホーム1面1線を持つ構造となった。向かいには旧2番線が残っている。国鉄時代に建てられた駅舎があったが、簡易委託廃止後に取り壊され簡素な待合室が新設された。
盛岡統括センター（盛岡駅）管理の無人駅である。

## 駅周辺
駅は平舘地区中心部より北西に外れた位置に置かれている。
- 国道282号
  - 西根バイパス
- 岩手県道17号岩手平舘線
- 平舘郵便局
- 岩手銀行平舘支店
- 北日本銀行平舘支店・鹿角支店
- 岩手県立平舘高等学校
- 八幡平市立平舘小学校
- 八幡平市立西根第一中学校
- 八幡平市平舘公民館
- ユニバース西根店
- 薬王堂西根平舘店

## バス路線
「平舘駅」停留所にて、以下の路線バスが発着する。
- 岩手県北バス
  - 八幡平マウンテンホテル方面
  - 盛岡バスセンター方面
- 八幡平市コミュニティバス

## 隣の駅
東日本旅客鉄道（JR東日本）
■花輪線
大更駅 - 平館駅 - 北森駅